# Campiglossa pygmaea
Campiglossa pygmaea är en tvåvingeart som först beskrevs av Gottfried Novak 1974.  Campiglossa pygmaea ingår i släktet Campiglossa och familjen borrflugor. Inga underarter finns listade.